# Martin Martin (écrivain)
Pour les articles homonymes, voir Martin Martin et Martin.
Martin Martin (en gaélique écossais : Màrtainn MacGilleMhàrtainn, ?-1718) était un écrivain écossais, connu notamment pour son livre A Description of the Western Isles of Scotland (1703). Cet ouvrage est particulièrement fameux pour ses informations sur l'archipel Saint-Kilda. Cette description a aussi été publiée par Martin quelques années auparavant dans A Late Voyage to St Kilda (1698).
Martin est originaire de Bealach, près de Duntulm sur l'île de Skye, et son travail tire une certaine authenticité du fait qu'il a été élevé en Écosse gaélique. Samuel Johnson l'a cependant pensé crédule et, en effet, certaines de ses descriptions du sixième sens et d'autres superstitions semblent subir ce penchant.
Il semblerait qu'il soit issu de la classe moyenne des Highlands, les tacksmen, qui travaillaient sur les domaines des propriétaires terriens. Son frère a été tackman à Flodigarry sur l'île de Skye.
Martin a obtenu une maîtrise en arts à l'université d'Édimbourg en 1681. Il semble qu'on ne connaisse rien d'autre à son sujet pendant les années suivantes, sauf son entrée en 1710 à l'université de Leyde, où il a obtenu un doctorat en médecine, et le fait qu'il ait résidé à Londres jusqu'à sa mort, célibataire, en 1718.
Samuel Johnson et James Boswell ont tous deux lu son livre et en ont pris une copie avec eux lors de leur célèbre excursion de 1773. Johnson pensa que Martin n'avait pas su répertorier les aspects les plus intéressants de la vie du moment, et il suggéra que c'était dû à son ignorance de la différence de structure sociale entre les Hébrides extérieures et le monde moderne.